# Javier Pérez de Cuéllar
Javier Pérez de Cuéllar (Lima, 1920. január 19. – Lima, 2020. március 4.) perui politikus.

## Élete
Tanulmányait a San Marcos Állami Egyetemen, valamint a Limai Katolikus Egyetemen végezte.
1940–1944 között a Perui Külügyminisztérium munkatársa volt. 1944–1946 között Párizsban, 1946–1961 között pedig Londonban, La Pazban, Rio de Janeiróban nagykövetségi első titkár volt, majd riói konzullá választották. 1946-ban részt vett az ENSZ Közgyűlésében, mint a perui küldöttség tagja. 1961–1963 között a Külügyminisztérium jogi és személyzeti főosztályának vezetője volt. 1962–1964 között nagyköveti rangban adminisztratív, protokollügyi és politikai igazgató volt. 1962–1963 között a Diplomáciai Akadémián nemzetközi jogot, 1963–1964 között pedig a Légierők Akadémiáján nemzetközi kapcsolatok elméletet tanított. 
1964–1966 között berni nagykövetként dolgozott. 1966–1969 között a Külügyminisztérium állandó titkár-helyettese, majd főtitkára volt. 1968–1969 között a kelet-európai országokkal fenntartott gazdasági kapcsolatok bizottságának elnöke volt. 1969–1971 között moszkvai, varsói nagykövet volt. 1971–1975 között állandó ENSZ-képviselő volt. 1975–1977 között az ENSZ főtitkárságának különleges megbízottja volt Cipruson. 1978–1979 között caracasi nagykövetként dolgozott. 1979–1981 között az ENSZ főtitkár-helyettese volt. 1982–1986 között ENSZ főtitkár volt. 1995-ben köztársasági elnök-jelölt volt, majd Egység Peruért néven pártot alapított. 1999 óta a NOB etikai bizottságának tagja. 2000 és 2001 között miniszterelnök és külügyminiszter volt.

## Magánélete
Nős, felesége Marcela Temple. Egy fiuk és egy lányuk született.

## Díjai
- Olof Palme-díj (1989)
- Asturias-díj, az Onassis-alapítvány díja (1990)

## Művei
- A diplomáciai jog kézikönyve (1964)
- Recognition of States and Goverments (1964)

## Lásd még
- Az Egyesült Nemzetek Szervezete főtitkárainak listája